# Antonietta
Antonietta ist ein weiblicher Vorname.

## Herkunft und Bedeutung
Antonietta ist die italienische Koseform von Antonia.

## Bekannte Namensträgerinnen
- Maria Antonietta Beluzzi (1930–1997), italienische Schauspielerin
- Antonietta Brandeis (1848–1926), österreichische Malerin
- Antonietta Cherchi (* vor 1940), italienische Mikropaläontologin
- Antonietta De Lillo (* 1960), italienische Regisseurin
- Antonietta Dell’Era (1861–1945), italienische Ballerina
- Antonietta Di Martino (* 1978), italienische Leichtathletin
- Antonietta Klitsche de la Grange (1832–1912), italienische Schriftstellerin
- Maria Antonietta Macciocchi (1922–2007), italienische Kommunistin, Schriftstellerin und Frauenrechtlerin
- Antonietta Meo (1930–1937), bislang jüngster Mensch, dem (außer Märtyrern) der „Heroische Tugendgrad“ als Vorstufe zur Seligsprechung zuerkannt wurde
- Antonietta Pallerini (eigentlich Antonia Pallerini; 1790–1870), italienische Tänzerin und Ballett-Pantomimin
- Antonietta Raphaël (1895–1975), italienische Bildhauerin und Malerin
- Antonietta Stella (1929–2022), italienische Opernsängerin (Sopran)
- Maria Antonietta Torriani (1840–1920), italienische Schriftstellerin
- Antonietta Zita (* vor 1935), italienische Filmeditorin

sowie:
- Maria Antonietta (Letizia Cesarini; * 1987), italienische Indie-Musikerin